# Hasnat Khan
Hasnat Ahmad Khan (Jhelum, Pakistán, 1 de abril de 1959) es un cirujano británico, especialista en corazón y pulmón. De origen pakistaní, es conocido por haber mantenido relación amorosa con Diana de Gales entre 1995 y 1997.

## Biografía
Khan nació el 1 de abril de 1959 en Jhleum, una ciudad de la provincia del Punjab, en Pakistán. Es el mayor de cuatro hijos. Su padre, Rashid Khan, graduado por la London School of Economics, dirigió una próspera fábrica de vidrio. Hasnat Kahn es primo lejano de Imran Khan.

## Carrera
Hasta el 1991 trabajó en Sídney (Australia) y, desde entonces, en Londres. Trabajó en el Royal Brompton Hospital de Londres entre 1995 y 1996, después en el London Chest Hospital. En 2000 trabajó en el St. Bart's Hospital, y después en el Harefield Hospital. En noviembre de 2007 dimitió de sus cargos y empezó a dirigir un hospital de cardiología en Malasia. Desde agosto de 2013, Khan trabaja como consultor cirujano torácico del Basildon University Hospital.

## Vida privada

### Relación con la princesa de Gales
Khan tuvo una relación de dos años con Diana de Gales, quien se cree que lo describió como "Mr. Wonderful". En mayo de 1996 Diana visitó la familia Khan en Lahore. Según el mayordomo de Diana, Paul Burrell, la princesa rompió la relación en junio de 1997.

### Matrimonio
Kahn se casó en Pakistán con Hadia Sher Ali, de 28 años, en un matrimonio de conveniencia en mayo de 2006. En julio de 2008, Khan y Ali solicitaron el divorcio en un consejo de arbitraje local en Islamabad.

## Cine
La relación entre Khan y la princesa Diana fue llevada al cine en la película Diana (2013), dirigida por Oliver Hirschbiegel y basada en el libro de Kate Snell : Her Last Love (2001). Khan es interpretado por Naveen Andrews y Diana, por Naomi watts.